# Acroporium dixonii
Acroporium dixonii är en bladmossart som beskrevs av Pierre Tixier 1966. Acroporium dixonii ingår i släktet Acroporium och familjen Sematophyllaceae. Inga underarter finns listade i Catalogue of Life.